# Robert Pevnik
Robert Pevnik, slovenski nogometaš in trener, * 18. februar 1969, Celje.
Pevnik je celotno kariero igral v slovenski ligi za klube Celje, Koper, Olimpija, Rudar Velenje, Korotan Prevalje in Beltinci. Skupno je v prvi slovenski ligi odigral 132 prvenstvenih tekem in dosegel enajst golov. 
Od leta 2007 je v slovenski ligi vodil klube NK Drava, NK Domžale, Olimpija, Mura 05 in Dravinja. Leta 2010 je bil pomočnik trenerja pri Rudarju Velenje, leta 2012 je vodil Rabotnički v makedonski ligi, od leta 2013 pa je bil glavni trener pri Radomljah. Leta 2019 je prevzel trenersko mesto pri NK Olimpija.